# استفان بلموندو
استفان بلموندو (انگلیسی: Stéphane Belmondo؛ زادهٔ ۸ ژوئیهٔ ۱۹۶۷) نوازنده ترومپت، فلوگل‌هورن و درام اهل فرانسه است. وی از سال ۱۹۸۶ میلادی تاکنون مشغول فعالیت بوده‌است.